# Vannes-sur-Cosson
Vannes-sur-Cosson és un municipi francès, situat al departament del Loiret i a la regió de Centre – Vall del Loira. L'any 2007 tenia 587 habitants.

## Demografia

### Població
El 2007 la població de fet de Vannes-sur-Cosson era de 587 persones. Hi havia 233 famílies, de les quals 59 eren unipersonals (16 homes vivint sols i 43 dones vivint soles), 75 parelles sense fills, 87 parelles amb fills i 12 famílies monoparentals amb fills.
La població ha evolucionat segons el següent gràfic:
Habitants censats

### Habitatges
El 2007 hi havia 315 habitatges, 237 eren l'habitatge principal de la família, 67 eren segones residències i 11 estaven desocupats. 311 eren cases i 3 eren apartaments. Dels 237 habitatges principals, 180 estaven ocupats pels seus propietaris, 45 estaven llogats i ocupats pels llogaters i 12 estaven cedits a títol gratuït; 1 tenia una cambra, 9 en tenien dues, 46 en tenien tres, 65 en tenien quatre i 115 en tenien cinc o més. 199 habitatges disposaven pel capbaix d'una plaça de pàrquing. A 102 habitatges hi havia un automòbil i a 118 n'hi havia dos o més.

### Piràmide de població
La piràmide de població per edats i sexe el 2009 era:
| Homes | Edats   | Dones |
| ----- | ------- | ----- |
| 0     | 95 o +  | 4     |
| 8     | 90 a 94 | 4     |
| 4     | 85 a 89 | 4     |
| 4     | 80 a 84 | 12    |
| 16    | 75 a 79 | 8     |
| 12    | 70 a 74 | 12    |
| 4     | 65 a 69 | 8     |
| 8     | 60 a 64 | 16    |
| 4     | 55 a 59 | 4     |
| 16    | 50 a 54 | 12    |
| 20    | 45 a 49 | 8     |
| 24    | 40 a 44 | 28    |
| 4     | 35 a 39 | 12    |
| 28    | 30 a 34 | 16    |
| 16    | 25 a 29 | 12    |
| 20    | 20 a 24 | 12    |
| 12    | 15 a 19 | 24    |
| 12    | 10 a 14 | 8     |
| 36    | 5 a 9   | 8     |
| 16    | 0 a 4   | 20    |

## Economia
El 2007 la població en edat de treballar era de 383 persones, 296 eren actives i 87 eren inactives. De les 296 persones actives 268 estaven ocupades (141 homes i 127 dones) i 28 estaven aturades (15 homes i 13 dones). De les 87 persones inactives 32 estaven jubilades, 31 estaven estudiant i 24 estaven classificades com a «altres inactius».

### Ingressos
El 2009 a Vannes-sur-Cosson hi havia 240 unitats fiscals que integraven 595,5 persones, la mediana anual d'ingressos fiscals per persona era de 17.662 €.

### Activitats econòmiques
Dels 26 establiments que hi havia el 2007, 1 era d'una empresa alimentària, 2 d'empreses de fabricació d'altres productes industrials, 2 d'empreses de construcció, 4 d'empreses de comerç i reparació d'automòbils, 4 d'empreses de transport, 4 d'empreses d'hostatgeria i restauració, 2 d'empreses d'informació i comunicació, 1 d'una empresa immobiliària, 3 d'empreses de serveis, 1 d'una entitat de l'administració pública i 2 d'empreses classificades com a «altres activitats de serveis».
Dels 4 establiments de servei als particulars que hi havia el 2009, 1 era un guixaire pintor, 1 perruqueria i 2 restaurants.
Dels 3 establiments comercials que hi havia el 2009, 1 era una botiga de menys de 120 m², 1 una fleca i 1 una botiga de mobles.
L'any 2000 a Vannes-sur-Cosson hi havia 11 explotacions agrícoles.

## Equipaments sanitaris i escolars
El 2009 hi havia una escola elemental integrada dins d'un grup escolar amb les comunes properes formant una escola dispersa.

## Poblacions més properes
El següent diagrama mostra les poblacions més properes.